# 夏神
『夏神』（なつかみ）は、2008年1月25日にアトリエかぐや TEAM HEARTBEATから発売された18禁ミステリアスアドベンチャーゲームである。

## ストーリー

### 共通ルート
過去の海難事故により両親を失い、本土の施設で生活していた十河陸は、施設の閉鎖に伴い10年ぶりに故郷である潮見島へ帰郷した。幼馴染の高里 七瀬の家で下宿をしながら新しい生活を送ろうとしていた。懐かしい幼馴染や楽しい学校生活の中で、島に古くから伝わる伝承と因習、そして島の『裏』の顔を知る事となる。
ある日、陸たちは郷土史研究会の活動中に、島を支配する幾島家が出入りを禁じる姫島で、珍しい白い花と洞窟を見つける。

### 個別ルート
桂沙ルート
クラブ活動中、陸のもう一人の幼馴染である三雲 桂沙は兄の竜也と再会する。これを機に、陸と桂沙は恋人同士となる。
ある日、2人は伝承を理由に強姦されそうになっている後輩を助けたことで、幾島家ににらまれる。また、麻薬取締官として幾島家を調べていた竜也も大けがを負い、三雲家は幾島家からの嫌がらせを受けるようになる。
後輩から、夏祭りの裏で別の祭りが行われていることを知った陸たちは、姫島に潜入する。撮影していたところを関係者に見つかってしまうも、竜也に加え、担任の黛 冴子が助けに来、最終的に幾島家は逮捕される。
小夜歌ルート
陸は浜辺で磯嶋 小夜歌という少女と会う。彼女は陸たちの同級生であり、媛神の巫女でもあった。島の男たちから「彼女は頼めば誰でもセックスの相手をしてくれる」とおしえられた彼は、それを確かめ事実であることを認める。
やがて、陸は小夜歌や彼女の親友の能代 杏珠と知り合う。
夏祭りの日、彼は小夜歌を目撃するが、儀式に加えられてしまったことで島の一員となり、そのまま返される。
陸は幾島家との交渉に失敗したところで、杏珠から儀式が再び行われることを知らされる。度目の儀式の日、陸は小夜歌を助けるが、関係者によってケシ畑まで追いかけられてしまう。そこへ杏珠が助けに来るも射殺される。だが、死の直前、杏珠は持っていた灯油をケシ畑に撒き、火の海にする。そこへ警察が現れ、幾島家の者達を逮捕する。
透子ルート
ある日、郷土史研究会の元に、幾島家の嫡男（当主・長治郎の孫）要が現れ、島のことはこれ以上調べるなと言い渡される。同時に、陸たちは部長の加賀見 透子から島の秘密をもっと調べようと提案される。これがきっかけで島民からの嫌がらせが相次ぎ、クラブ活動にも支障が出る。
一方、要は透子がかつて自分が殺した女性と似ていたことを知り、彼女の情報が偽装されていたことを突き止める。
透子は小夜歌の協力を得、自分が媛神に成りすますことで長治郎の逮捕へとつなげる。
翌日2人は要に捕まり、透子は凌辱される。ところが、陸が目を覚ますと2人は要に捕まる直前の時間に戻されていた。そして、透子は思い出してねと言い残しながら姿を消す。
七瀬ルート
透子ルートの後日談で、透子ルートクリア後に解放される。
島に戻った陸は、透子の存在を思い出せずにいた。やがて、陸はもう一人の幼馴染・高里 七瀬と肉体関係を結んでしまう。その矢先、後輩の水谷つぐみにも告白されてしまうが、後日つぐみは親友の岩槻 小姫とともに死体で見つかる。また、桂沙も帰らぬ人となる。
見かねた七瀬の父・孝司は島を去ることを提案するが、七瀬本人は拒否する。
孝司と小夜歌の死を受け、七瀬は自殺しようとするが、そこへ透子が飼い猫のどんべえとして現れ、七瀬を助ける。
島民たちが武器を携えて陸と七瀬を追う中、七瀬は透子の記憶を思い出す。透子と小夜歌の助けで、2人はボートに乗って姫島の祠の前に来る。ここで、透子の正体が岩の分身だったことが判明する。さらに、10年前の海難事故で七瀬が岩に願って陸を助けたこと、陸とずっと一緒にいたいことなどを願ったことで世界が改変されたことが判明する。そして、七瀬はこれが自分の望みではないと告げ、最後の願い事をする。
これにより、時間が10年前の海難事故にまで巻き戻り、死人が出ないこととなり、陸も島を離れることはなかった。

## 伝承
潮見島はかつて流刑の島であった。そこに美しく、貴族の娘である「沖姫」が数々の男達と淫行した罪で流され幽閉されたが、沖姫は恨みにより『媛神』なる妖怪へと変じ、呪いにより沖姫の一族は次々と死に、潮見島の周りの海は荒れ狂い、ついには島の男達を襲うようになった。島民達は媛神の怒りを沈めようと幽閉されていた洞窟に赴き奉ったところ、島の一部が洞窟ごと離れ、島民達は「姫島」と名付け、祠を建てた。そして媛神は悲運の姫神として、そして天変地異や過度の情欲を象徴する妖怪として奉られるようになった。

## 登場人物

### 主要人物
十河 陸（とがわ りく）
本作の主人公。潮見島学園二年。かつて潮見島の住人だったが、10年前の海難事故「潮見島近海連絡線座礁転覆事故」で両親を失い、本土の施設での生活を余儀なくされた。なお、その後島にあった無人の自宅は取り壊され更地になっている。施設での保護期間が過ぎ、故郷である潮見島を懐かしみ、幼馴染の七瀬の家で下宿しながら学校生活をすると決意し、潮見島へ帰郷した。本土ではロードバイクに乗っていたため、簡単な自転車の修理なら可能。
高里 七瀬（たかさと ななせ）
声：青川ナガレ
陸の幼馴染でクラスメート。陸とは最も親しい付き合いで、陸は彼女の家に下宿することとなる。潮見島近海連絡線座礁転覆事故で母親を亡くし、そのため家事全般が得意。本人曰くいつのまにか透子率いる郷土研究部の部員にされてしまったらしい。
三雲 桂沙（みくも かずさ）
声：かわしまりの
陸の幼馴染で同じくクラスメート。運動神経抜群の活発な少女で陸上部と水泳部の2つの部に所属している。自転車でチキンレースまがいなこと（七瀬を乗せたままフルスピードで主人公目掛けて突っ込み、2センチ手前で急停車）をするなど行動はいささか過激。見かけも口調も男勝り。兄の竜也とはあまり会わなく会話が少ないせいもあり、いまいち馬が合わない。七瀬と同じく郷土研究部の部員にされてしまっているが、本人は部員であることを否定している。父親を事故で亡くしている。
磯嶋 小夜歌（いそじま さやか）
声：水瀬沙季
常に右目に包帯を巻いている少女。同じくクラスメートだが学校には滅多に姿を見せず、廃工場で猫たちと戯れている。「媛神の巫女」と呼ばれ、巫女衣装で外を出歩くことがある。誰とでも寝るという噂があり、島中の男達たちからは好奇の目で見られている。
加賀見 透子（かがみ とうこ）
声：飯田空
陸たちの学校の先輩で、陸たちが所属している郷土研究部部長。郷土文献に対しての熱意はあるが、オープンな性格でことある毎に部員を巻き込んでは色々と問題を起こすトラブルメーカー。郷土文献の調査で島のことを色々と嗅ぎ回るため、島の古老たちにはあまり快く思われていない。
黛 冴子（まゆずみ さえこ）
声：深井晴花
女性教師でクラス担任。担当科目は英語。陸が潮見島に帰郷する数ヶ月前に学校に赴任してきた。その容姿から男女問わず生徒達に人気があるが、私生活については島の誰からもあまり知られていない。
水谷つぐみ（みずたに - ）
声：水瀬沙季
幼いころに本土から潮見島へ引越ししてきた少女。学年一年。内気な少女で陸に密かに憧れ、そこを透子に付け込まれ、半ば強引に郷土研究部に入部させられた。小姫とは幼少時に引っ越してきたころに初めてできた友達で親友。
岩槻 小姫（いわき こひめ）
声：香澄りょう
つぐみの幼馴染の親友。眼鏡をかけている。元々学生会の者だったが、つぐみの郷土研究部の入部を機に、目に有り余る活動をする郷土研究部の観察役も兼ねて一緒に入部した。
能代 杏珠（のしろ あんじゅ）
声：深井晴花
小夜歌の親友で学校では先輩にあたる。小夜歌の世話を焼くことが多く、廃工場で一緒にいる姿をよく見かけるが、学校の制服を着ているにもかかわらずなぜか学校で姿を見かけたことがない。

### その他の人物
高里 孝司（たかさと たかし）
七瀬の父親で学校の数学教師。穏やかな性格の中年男性で生徒達にも慕われている。後述のどんべえの性別は知っていたが、娘があまりに自信満々のため言い出しにくかったらしい。よく焼酎を呑むが、あまり食べないため七瀬からは心配されている。なお家事はからきしダメらしい。
高里唯瀬
七瀬の母親で孝司の妻。本編の主人公の記憶では優しくて笑顔が似合う女性だったが後述の連絡船事故で還らぬ人となった。七瀬の話によれば生前はそのうち男の子も欲しいと言っていたらしい。
どんべえ
七瀬の飼っている猫。かろうじて猫と判別できるくらいあまりにも太りすぎたバスケットボールみたいな体型をしており、濁った声で鳴く。名前とは違って、実はメス猫であるという事実が主人公によって判明した。
三雲 竜也（みくも たつや）
桂沙の実兄。現在は潮見島と本土を往復するような仕事をしている。久しぶりに仕事の関係で帰省して懐かしさのあまり島のあちこちをうろついていた所、人相が悪くなっていたこともあって不審者と勘違いされた。妹からはあまり良く思われていないが、本人はそのような事は無く、陸のことも「陸くん」と気さくに接している。元々優秀な文系青年で、穏やかで優しい性格であり、その点も現在も変わっていない。
幾島 長治郎（いくしま ちょうじろう）
潮見島の神社の神主を務める長老。島の権力者であり、彼に睨まれると島で生きていけないと恐れられている。色々と悪い噂がある。
幾島 要（いくしま かなめ）
長治郎の孫。陸たちと同級生。家の権力を傘にかけて学校内でも好き勝手なことをしている。本土から来た「よそ者」の陸を快く思っていない。

## 舞台・用語
潮見島（しおみ）
本作の舞台。元々流刑地だった過去を持つ離島。かなり田舎の、一見長閑な島で、本土や周辺の島々とは連絡船で結ばれている。廃工場がある本潮見と呼ばれる地区と、主人公たちが住む外間と呼ばれる地区があり、南側の登山道や遊歩道が整備された、比較的緩やかな形状の「松尾山」と、北側の標高が高く切り立った岩肌も多いため、登山には適さない「永峰山」の二つの山がある他、姫島と呼ばれる小島がある。近年は人口流出や高齢化が進んでいる。佳沙曰くなぜか猫が多い。島の地質は流紋岩であり、白い砂浜の美しさで有名だが、そこから数分で最大で標高400メートルにもなる山地に出られるなど独特の地形になっている。主人公曰く島にはバスなどの公共交通機関が存在しておらず、移動手段は車か徒歩・自転車に限られる。それほど大きな島ではなく佳沙曰く子供でも半日あれば一周できる程度の大きさ。
商店街
島のメインストリートにある小さな商店街。昔ながらの鄙びた商店街で、七瀬曰く近年は閉店したり移転してしまった店もあるらしい。元々酒屋だったコンビニが開店したものの、干物や鍋などの日用品がワゴンセールで売られていたり、営業時間が6時から夕方20時までになっているなど不便な所もある。
天神浜（てんじんはま）
高里家から自転車で数分の場所にある砂浜。地元民以外にはほとんど知られておらず、海が間近にありすぎるためか地元民もほとんど来ない静かな場所。佳沙曰く考えようによっては貸切（いわゆるプライベートビーチ）とも言えなくもないとの理由で、部活の練習で何度か利用しているらしい。七瀬曰くダイビングをする人やサーファーはけっこう来ているとのこと。
潮見島学園
主人公が通うことになった、天神浜からほど近い場所にある学校。孝司の勤務先でもある。本編中の描写によるとこぢんまりとした木造二階建ての古い校舎で、入り口には防犯カメラも無く、校門やプールの入り口は開けたままになっているなど大らかな学校だが、登り坂を4つ登った先にあり、通学には骨が折れる。佳沙によれば本土の学園に通ったり寮に入っている学生も一部いるものの、島の若者のほとんどはこの学園に通っている。なお島には学校は義務教育を含めて各一校ずつしかない。
廃工場
本潮見地区にある廃工場で小夜歌の根城。現在は猫のたまり場になっている。大っぴらに立ち入り禁止になっているわけではないが、外間の子供たちが遊んでいると本潮見の住人の老人たちに叱られるため、外間の住民はあまり寄り付かない。
郷土研究部
透子が部長を務める部活。小姫曰く無許可の部活であり、郷土調査と称してやりたい放題するため学園や島の長老からは煙たがられている。
潮見島近海連絡船座礁転覆事故
本作の10年前に発生した海難事故。潮見島と周辺の島々を結んでいる、乗客52名・乗員4名を乗せた潮見島近海連絡船が座礁転覆事故を起こし、主人公を含む4名の生存者以外全員が死亡した大事故。主人公の両親や七瀬の母親、佳沙の父親はこの事故で亡くなっている。

## スタッフ
- 原画：M&M[1]
- シナリオ：神無月ニトロ・うつろあくた・もみあげルパンR・泉 教・他[1]